# Moropsyche vanegudha
Moropsyche vanegudha är en nattsländeart som beskrevs av Schmid 1986. Moropsyche vanegudha ingår i släktet Moropsyche och familjen Apataniidae. Inga underarter finns listade i Catalogue of Life.